# Wiktor Pawlowitsch Melnikow

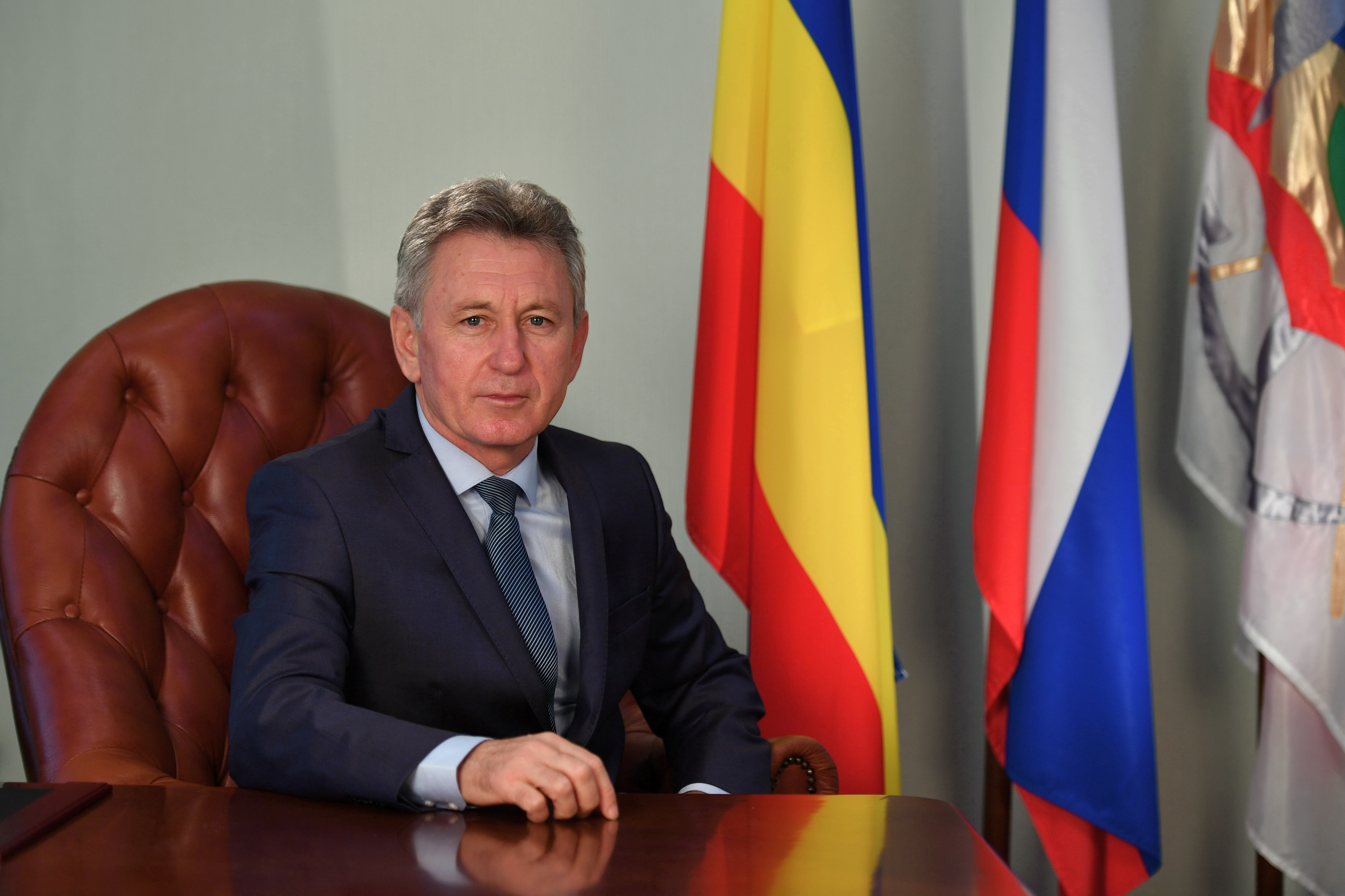
Wiktor Melnikow (2018)

Wiktor Pawlowitsch Melnikow (russisch Виктор Павлович Мельников; * 14. Juli 1957 in Gluboki, Oblast Rostow, Russische Sowjetrepublik, Sowjetunion) ist ein russischer Politiker. Von 2017 bis 2021 war er Bürgermeister der südrussischen Stadt Wolgodonsk.

## Leben
Seit 1976 arbeitete Melnikow als Ingenieur in der Sowchose Dubenzowskij in der Oblast Rostow. Von 1977 bis 1979 diente er in der Sowjetarmee. Von 1986 bis 1997 war er Direktor der Sowchose Meliorator.
Im März 1997 wurde Melnikow zum Rajonsvorsteher des Rajons Wolgodonsk gewählt. 2001, 2005 und 2010 wurde er wiedergewählt. Im Jahr 2000 absolvierte er sein Jura-Studium am Südrussischen Management-Institut (einer Filiale der Russischen Akademie für Volkswirtschaft und Öffentlichen Dienst beim Präsidenten der Russischen Föderation) in Rostow am Don. Am 24. März 2017 wurde er vom Stadtparlament zum neuen Bürgermeister der Stadt Wolgodonsk gewählt. Im Dezember 2021 trat er von diesem Amt zurück.

## Privates
Melnikow ist verheiratet mit Ljudmila Melnikowa, hat zwei Kinder und fünf Enkelkinder.